# خورخي سانتياغو
خورخي سانتياغو هو فنان قتال مختلط برازيلي، ولد في 9 أكتوبر 1980 في ريو دي جانيرو في البرازيل.

## وصلات خارجية
- خورخي سانتياغو على موقع شيردوغ (الإنجليزية)
- خورخي سانتياغو على موقع IMDb (الإنجليزية)